# Северозападна Англия
Северозападна Англия (на английски: North West England) е регион в западна Англия. Включва пет церемониални графства: Голям Манчестър, Ланкашър, Мърсисайд, Къмбрия и Чешър. Населението на региона е 7 258 627 жители (по приблизителна оценка от юни 2017 г.).